# 日新電機
日新電機株式会社（にっしんでんき、英: Nissin Electric Co,Ltd）は、京都府京都市右京区に本社を置く住友グループの電気機器メーカー。

## 概要
重電8社（日立製作所、東芝、三菱電機、富士電機、明電舎、ダイヘン、東光高岳、日新電機）の一角。
電力機器（重電：受電設備、変電設備）などを製造・販売。特に、電力用コンデンサや世界最小クラスのガス絶縁開閉装置 (GIS) などに注力している。また近年はビーム応用装置や制御システム、電子デバイスなどを製造・販売。さらに中国、東南アジアに現地法人を設立し積極的に営業展開している。
社名の「日新」は、中国の古典『大学』に記された殷王朝の創始者・湯王が座右の銘とした言葉「苟（まこと）に日に新（あらた）にせば、日日に新に、又日に新なり（少しでも新しくしようとする努力を途切れなく続けなくてはいけない）」に由来する。
また似た社名であった日新製鋼とは資本・人的相互において無関係である。

## 主力製品・事業
- 受電設備
- 変電設備
- ビーム応用装置
- 制御システム
- 電子デバイス

## 主要事業所
- 本社 - 京都府京都市右京区梅津高畝町47番地
- 前橋製作所 - 群馬県前橋市総社町総社2121番地
- 久世工場 - 京都市南区久世殿城町575番地
- 九条工場 - 京都市南区吉祥院三ノ宮町132番地

## 沿革
※ 沿革｜会社案内｜日清電機株式会社（外部サイト）
- 1910年（明治43年）11月 - 京都帝国大学で電気計器の研究をしていた富澤信（とみざわ のぶ）が電気計器の国産化を目指し、現京都市東山区大和大路通で日新工業社として創業。
- 1912年（明治45年/大正元年） - 配電盤事業開始。
- 1917年（大正6年）4月 - 日新電機株式会社創立。右京区梅津に本社を移転。電気計器、配電盤及び付属電気機器の製造開始。
- 1937年（昭和12年）
  - 2月 - 住友電気工業と提携し、OF式コンデンサの付属機器を製造開始。住友グループに入る。
  - 11月 - 京都市右京区に梅津工場（本社工場）を建設。
- 1945年（昭和20年）12月 - 住友電気工業よりコンデンサ製造を引き継ぎ、コンデンサ事業に進出。
- 1949年（昭和24年）
  - 5月 - 大阪証券取引所（2013年7月に東京証券取引所と統合）に上場。
  - 7月 - 京都証券取引所（2001年3月に大阪証券取引所に吸収合併）に上場。
- 1950年（昭和25年） - 現在のCVTの前身となるコンデンサ形計器用変圧器（PD）を開発。
- 1955年（昭和30年） - 遠方監視制御装置開発。
- 1956年（昭和31年）- 谷崎潤一郎の旧居だった京都市左京区下鴨泉川町の『石村亭（外部サイト）』を取得。以後、迎賓館として使う。
- 1961年（昭和36年）10月 - 東京証券取引所市場第1部に上場。
- 1963年（昭和38年）4月 - 群馬県前橋市総社町に前橋製作所を新設。
- 1968年（昭和43年）2月 - 立正電機製作所（油遮断器、配電盤等の製造会社）を合併。久世工場、九条工場を新設。ガス絶縁開閉装置開発。
- 1970年（昭和45年）6月 - 日新ハイボルテージ（現・NHVコーポレーション）を設立し、電子線加速事業に進出。
- 1971年（昭和46年） - 超高圧試験所完成。
- 1972年（昭和47年）4月 - 日新サービス（現・日新ビジネスプロモート）を設立。
- 1977年（昭和52年）5月 - 電気設備・機器の据付工事・電気工事を行う、日新工事（後の日新テクノス、2010年清算結了）を設立。
- 1978年（昭和53年） - イオン注入装置開発。
- 1980年（昭和55年）
  - 2月 - 電気設備・機器の販売会社、日新電機商事を設立。
  - 8月 - 電気設備の調整・改造・保守点検等を行う、日新技術サービス（後の日新テクノス、2010年清算結了）を設立。
- 1984年（昭和59年）
  - 7月 - ソフトウェアの開発、システム設計を行う、日新システムズを設立。
  - 系統連系用太陽光発電システム開発。
- 1987年（昭和62年）10月 - タイに日新電機タイを設立し、海外へ進出。
- 1988年（昭和63年）
  - 7月 - アメリカに日新電機米国会社を設立。
  - 8月 - アメリカに電子線放射装置の製造・販売会社、NHVアメリカ会社を設立。
- 1991年（平成3年）10月 - 台湾に日亜電機股份有限公司を設立。
- 1993年（平成5年）6月 - 電気設備・機器の販売会社、日新電機販売（現・日新電機商事と合併）を設立。
- 1995年（平成7年）12月 - 中国に無錫日新電機有限公司（現・日新電機（無錫）有限公司）を設立。
- 1997年（平成9年）3月 - タイに電気設備の販売を行う、日新電機タイ販売会社を設立。
- 1998年（平成10年）
  - 4月 - 特定専門分野の請負を行う、日新エキスパートを設立。
  - 10月 - 日新テックと日新エンジニアリングを合併し、日新テクノスを設立。
- 1999年（平成11年）4月 - イオン注入装置イオンドーピング装置の販売、据付工事、サービスなどを行う日新イオン機器を設立。
- 2001年（平成13年）
  - 1月 - 中国に日新電機（無錫）電力容器有限公司（現・日新電機（無錫）有限公司）を設立。
  - 7月 - 台湾に日亜聯合離機器股份有限公司を設立。
  - 8月 - 中国に北京北開日新電機高圧開閉設備股有限公司（現・北京宏達日新電機有限公司）を設立。
  - 12月 - 配電盤・部材の製造、加工及び販売を行う、日新受配電システムを設立。
- 2002年（平成14年）
  - 4月 - 中国に日新（無錫）機電有限公司を設立。
  - 4月 - シリコンカーバイド (SiC) 半導体デバイスの開発を行う、エコトロンを設立。
- 2003年（平成15年）10月 - 日新ハイボルテージと日新エレクトロンを合併し、NHVコーポレーションを設立。
- 2005年（平成17年）
  - 2月 - 薄膜コーティングを行う関連会社であった日本アイ・ティ・エフの株式を追加取得し、連結子会社化。
  - 9月 - 滋賀県に日新イオン機器滋賀事業所・プラズマ研究開発センターを新設。
  - 10月 - ベトナムに日新電機ベトナム有限会社を設立。
- 2006年（平成18年）
  - 3月 - 中国に日新高性能塗層（東莞）有限公司（後の日新高技電機（東莞）有限公司、2017年清算結了）を設立。
  - 6月 - 中国に日新（大連）高性能塗層技術有限公司（後の日新電機（大連）技術開発有限公司、2014年清算結了）を設立。
- 2007年（平成19年）
  - 1月 - 中国に日新高性能塗層（瀋陽）有限公司を設立。
  - 9月 - 中国に日新高性能塗層（天津）有限公司を設立。
  - 12月 - 住友電気工業の株式公開買付け (TOB) により、持分法適用関連会社から連結子会社となる。
  - 12月 - インドにNissin Advanced Coating Indo Co., Ltd.を設立。
- 2009年（平成21年）9月 - 子会社のNHVコーポレーションが、パルス電子技術株式会社の全株式を取得。同社は日新パルス電子株式会社に商号変更。
- 2010年（平成22年）12月 - 中国の恒通高圧電気有限公司の持分を取得し、日新恒通電気有限公司に商号変更（2016年2月持分譲渡）。
- 2013年（平成25年）10月 - 子会社の日新受配電システムを吸収合併。
- 2014年（平成26年）1月 - 子会社のエコトロンを吸収合併。
- 2015年（平成27年）9月 - 障がい者雇用促進を目的に日新ハートフルフレンド（株）設立。
- 2016年（平成28年） - 大規模風力発電所向け連系設備事業に進出。
- 2017年（平成29年）4月 - 創立100周年。創業地隣の六道珍皇寺境内に創業記念碑を建立[4]。
- 2019年（令和元年）
  - 4月 - 日新アカデミー研修センター開設。
  - 4月 - 日新ハートフルフレンド（株）の前橋事業所を前橋製作所内に開設。
  - 5月 - ミャンマーに日新電機ミャンマー株式会社を設立。
- 2020年（令和2年） - 太陽光発電自己託送システム開発。
- 2023年（令和5年）
  - 3月 - 親会社の住友電気工業が株式公開買付けを行い、 93.41%の株式を取得[5]。
  - 4月27日 - 株式上場廃止。
  - 5月1日 - 株式売渡請求により住友電気工業の完全子会社となる[6]。

## グループ会社

### 国内グループ企業
電力事業
- 日新電機商事株式会社（電気設備・機器の販売）

産業機器
- 株式会社NHVコーポレーション（電子線照射装置の製造、販売）
- 日本アイ・ティ・エフ株式会社（薄膜コーティングサービス）
- 日新イオン機器株式会社（半導体製造装置、液晶パネル製造装置の製造、据付工事、調整、改造及び保守・点検）
- 日新パルス電子株式会社（高電圧機器の製造、販売、アフターサービス）

システム
- 株式会社日新システムズ（コンピュータソフトウェアの開発、システム設計）
- 株式会社日新ビジネスプロモート（旅行・人材派遣・作業環境測定、福利厚生事業）

### 海外グループ企業
台湾
- 日亜聯合離子機器股分有限公司（台湾：半導体製造装置のアフターサービス、2001年設立）
- 日亜電機股分有限公司（台湾：ガス絶縁開閉装置の製造・販売）

韓国
- 韓国日新イオン株式会社（韓国：半導体製造装置のアフターサービス、2002年設立）

中国
- 日亜意旺机械(上海)有限公司（中国：半導体製造装置のアフターサービス、2002年設立）
- 日新電機（無錫）有限公司（中国：変成器・コンデンサの製造、販売、保守点検）
- 日新（無錫）機電有限公司（中国：ガス絶縁変成器の製造・販売、受託コーティングサービス）
- 日新高性能塗層（瀋陽）有限公司（中国：薄膜コーティングサービス）
- 日新高性能塗層（天津）有限公司（中国：薄膜コーティングサービス）
- 北京宏達日新電機有限公司（中国：ガス絶縁開閉装置の製造・販売）
- 日新馳威輻照技術（上海）有限公司（中国：電子線照射装置、高電圧応用製品の製造・販売及びアフターサービス）

タイ
- 日新電機タイ株式会社（タイ：電気機器部品の製造・加工の請負、並びにガス遮断器及び電力用コンデンサの製造及び保守・点検、受託コーティングサービス）

ベトナム
- 日新電機ベトナム有限会社（ベトナム：部品受託加工、電気機器製造販売）

ミャンマー
- 日新電機ミャンマー株式会社（ミャンマー：部品受託加工、電気機器製造販売）

インド
- Nissin Advanced Coating Indo Co.,Ltd.（インド：薄膜コーティングサービス）

アメリカ
- NHVアメリカ社（米国：電子線照射装置の製造及び販売）
- 日新イオン機器米国会社（米国：半導体製造装置・液晶パネル製造装置の開発、販売及びアフターサービス）